# بول هاويس
بول هاويس (بالإنجليزية: Paul Howes)‏ هو نقابي أسترالي، ولد في 23 أغسطس 1981 في سيدني في أستراليا.